# .su
.su е интернет домейн от първо ниво за Съветския съюз. Представен е на 19 септември 1990 г.
Остава в употреба и до днес, въпреки че Съветският съюз вече не съществува. Администрира се от Руския институт за публични мрежи.